# Kloster St. Mang

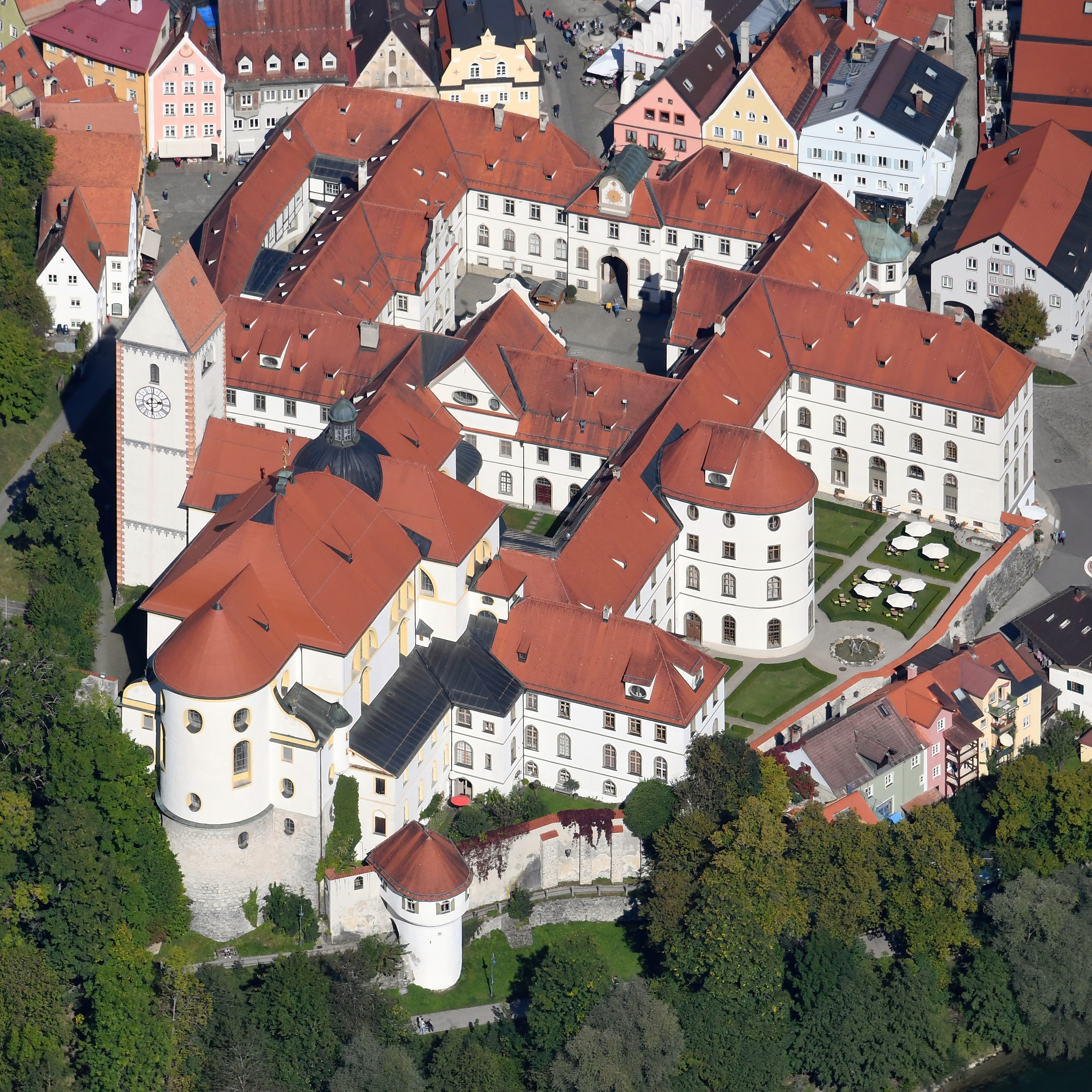
Luftbild des Klosters St. Mang von Südwesten

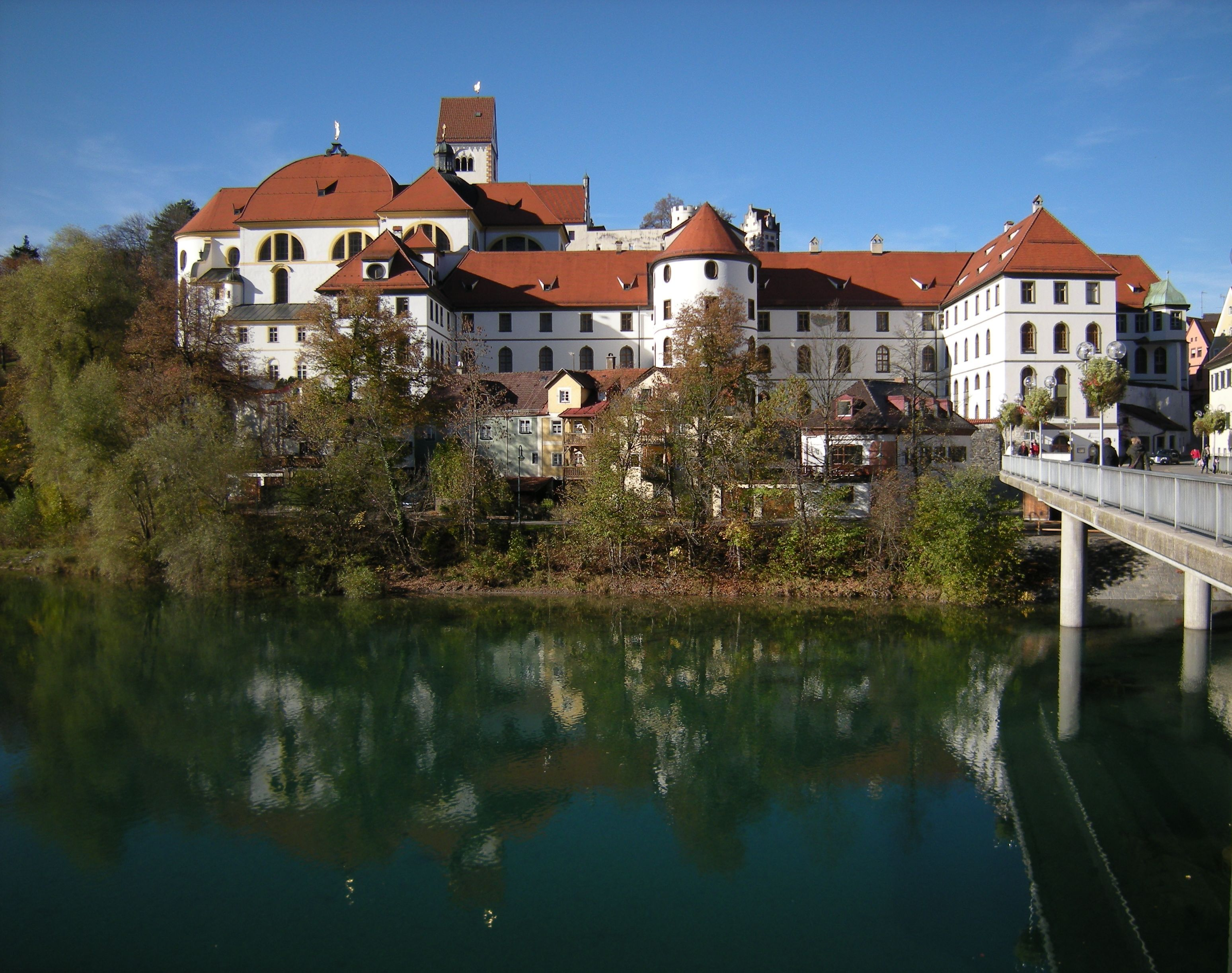
Südseite des Klosters mit dem Lech im Vordergrund

Das Kloster St. Mang ist ein ehemaliges Kloster der Benediktiner in Füssen in Bayern in der Diözese Augsburg.

## Geschichte
Das Benediktinerkloster St. Mang wurde in der ersten Hälfte des 9. Jahrhunderts als Eigenkloster der Bischöfe von Augsburg errichtet. Der Gründungsvorgang reicht jedoch zurück auf das Wirken des Einsiedlers Magnus, der hier eine Zelle und ein Oratorium erbaut hatte und dort an einem 6. September verstarb. Das Todesjahr selbst ist nicht überliefert. Die von Wundern begleitete Erhebung des unversehrt gebliebenen Leibes von Magnus, was seine Heiligkeit bewies, bildete die spirituelle Grundlage des Klosters.
Die Gründung der Abtei war jedoch nicht nur religiös motiviert, im Hintergrund standen auch handfeste machtpolitische Interessen. Gelegen an der römerzeitlichen Via Claudia Augusta von Augsburg über die Alpen nach Oberitalien und an der Füssener Enge, dem Durchbruch des Lechs aus den Alpen, nahm das Kloster eine geographische Schlüsselposition ein. Diesen strategischen Punkt zu besetzen, waren die Augsburger Bischöfe und die kaiserliche Politik bestrebt.
Die Geschichte der Abtei im Mittelalter war geprägt vom Bemühen der Konventualen im Auf und Ab der gesellschaftlichen Entwicklungen um ein getreues Leben nach den Regeln des hl. Benedikt. So schloss sich die Mönchsgemeinschaft im Laufe der Jahrhunderte immer wieder Reformbewegungen an, die eine Rückbesinnung auf die Wurzeln benediktinischen Lebens zum Ziel hatten. Meist lösten die Reformen einen geistlichen, personellen und ökonomischen Aufschwung aus, der sich dann auch in neuen Baumaßnahmen und Kunstaufträgen niederschlug.
Die gegenreformatorische Energie fand ihren bleibenden Ausdruck im Bau eines mächtigen Barockklosters, das zwischen 1696 und 1726 errichtet wurde. So prägt der Klosterkomplex St. Mang, zusammen mit dem Hohen Schloss, heute wesentlich das Stadtbild Füssens.
Außerordentliches zu schaffen war ja auch das Bestreben des Bauherrn, des Abtes Gerhard Oberleitner (reg. 1696–1714) und seines Konvents, die mit dem Neubau beabsichtigten, den „Neid aller Kunstfreunde zu erwecken“.
Dem Architekten Johann Jakob Herkomer (1652–1717) gelang es, aus der unregelmäßig gewachsenen mittelalterlichen Klosteranlage einen repräsentativen, symmetrisch angeordneten Baukomplex zu entwerfen. Die Umgestaltung der Klosterkirche aus einer mittelalterlichen Basilika in eine nach venezianischen Vorbildern gestaltete Barockkirche sollte zum architektonischen Symbol der Verehrung des hl. Magnus werden. Das Kirchengebäude stellt ein monumentales Reliquiar des Heiligen dar. Erstmals im süddeutschen Barockbau gibt hier in St. Mang die Lebensbeschreibung des Lokalheiligen das Bildprogramm für den Freskenzyklus der gesamten Kirche vor.
In der zweiten Hälfte des 18. Jahrhunderts wandte sich aber der Konvent verstärkt gesellschaftlichen Aufgaben zu: der Seelsorge, der Wissenschaft, Musik und dem Bildungswesen. 1790 wurde unter Abt Aemilian Hafner ein Gymnasium im  Kloster gegründet, dessen Direktor Joseph Maria Helmschrott wurde. Obgleich die Abtei nie die angestrebte Reichsunmittelbarkeit erlangen konnte, prägte sie als Herrschafts- und Wirtschaftszentrum, als kultureller Kristallisationspunkt und als Mittelpunkt des Glaubenslebens maßgeblich Füssen und die gesamte Region.
Am 11. Dezember 1802 nahm im Zuge der Napoleonischen Kriege und des Friedens von Lunéville das Fürstenhaus Oettingen-Wallerstein das Kloster St. Mang und seine Ländereien, ebenso das Kloster Maihingen, in Besitz. Am 15. Januar 1803 wies Fürstin Wilhelmine Abt Aemilian Hafner an, den Konvent aufzulösen und das Kloster bis zum 1. März 1803 zu räumen. 1819 wurde der im Jahre 2000 seliggesprochene Franz Xaver Seelos in der Klosterkirche getauft. 1821 kaufte Fürst Ludwig von Oettingen-Wallerstein auch das nahe Schloss Hohenschwangau, um es vor dem drohenden Abbruch zu retten, verkaufte es jedoch 1823 wieder; erst ab 1832 wurde es durch Kronprinz Maximilian restauriert, für den ursprünglich das oberhalb vom Kloster St. Mang gelegene Hohe Schloss Füssen, der ehemalige Sommersitz der Augsburger Fürstbischöfe, als Sommerresidenz vorgesehen war.
1839 kaufte der königlich bayerische Kämmerer Christoph Friedrich Freiherr von Ponickau die Herrschaft St. Mang. Zuvor jedoch, 1837, wurde die ehemalige Klosterkirche in einer Dotation dem „Kultus“, der Pfarrei Füssen, übertragen. Seither ist die ehemalige Benediktinerabtei auf zwei Eigentümer aufgeteilt.
1909 erwarb die Stadt Füssen die ponickausche Gutsherrschaft St. Mang und damit auch das ehemalige Klostergebäude. Im Nordflügel richtete sie hier ihr Rathaus ein. Im Südflügel befindet sich heute das Museum der Stadt Füssen, in dem auch die barocken Repräsentationsräume des Klosters zu besichtigen sind. Im Erdgeschoss des Südflügels ist die Stadtbibliothek Füssen untergebracht.

## Barockgebäude

### Kaisersaal

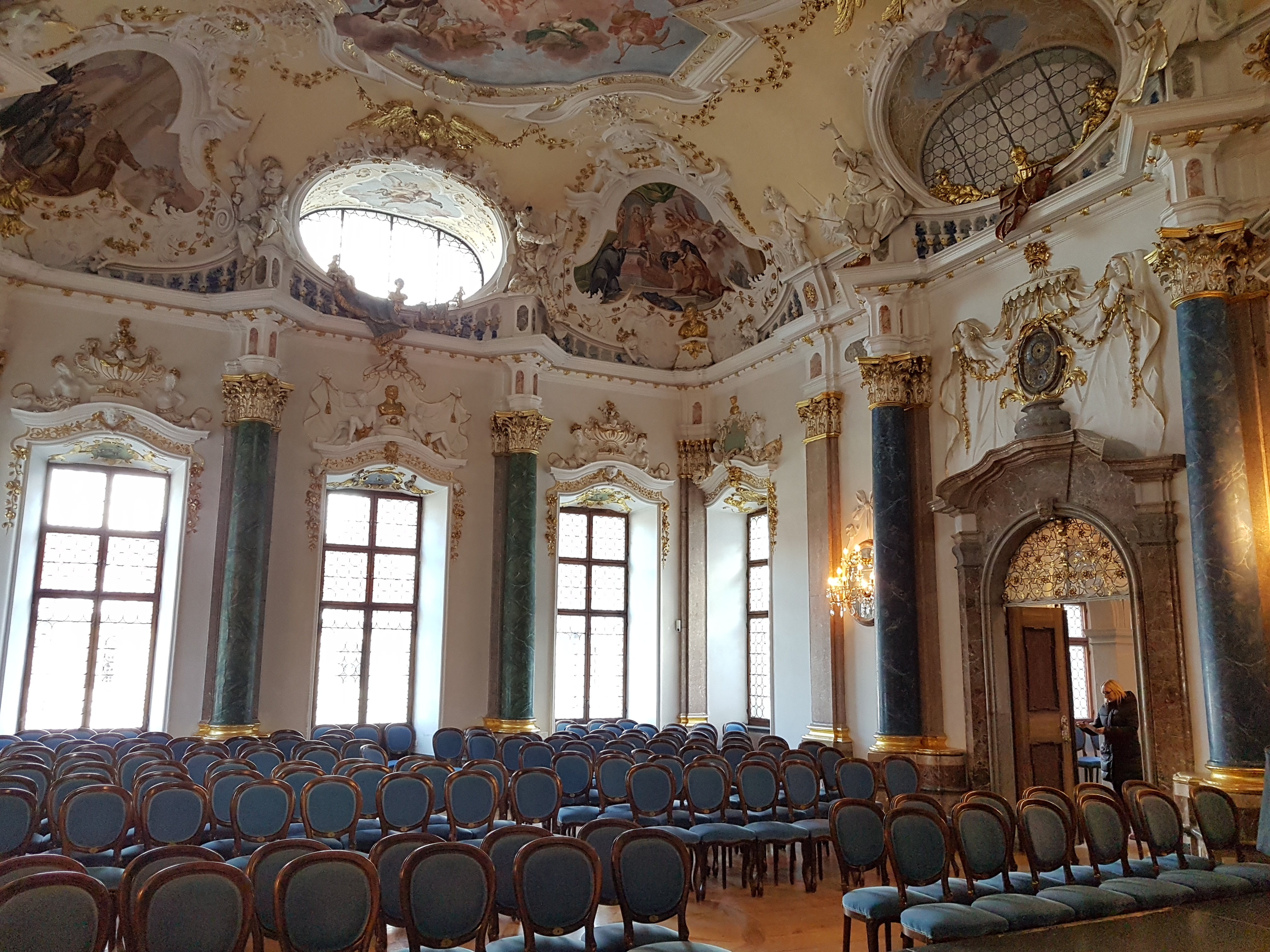
Kaisersaal

- Architekt: Carlo Andrea Maini (* 16. Oktober 1683 in Arogno; † nach 1740 ebenda ?)
- Freskant: Franz Georg Hermann (1692–1768)
- Fertigstellung: 1721–1723

Der Kaisersaal der Abtei wurde noch von Baumeister Johann Jakob Herkomer (1652–1717) als Mittelpunkt der gesamten Klosteranlage konzipiert. Zugleich liegt der Saal auf der Mittelachse von Klosterkirche und Klostereinfahrt. Architektur und künstlerische Ausstattung als Kolonnadensaal hatten die politische Funktion, herrschaftliche Größe der Abtei vorzuweisen.
Die Polarität von Kirche und Welt bildet auch das Thema der großartigen Deckenfresken, die vom späteren Kemptener Hofmaler Franz Georg Hermann (1692–1768) geschaffen wurden. Die Planung der Innenarchitektur übertrug der Bauherr Abt Dominikus Dierling dem Architekten Carlo Andrea Maini aus Arogno, der auch den Kaisersaal in Ottobeuren gestaltete. Mit der architektonischen Konzeption von Maini reihte sich die Abtei St. Mang ein in Kloster- und Schlossbauten, die den „Kaiserstil Karls VI.“ nachahmten. Mit diesem prunkvollen rechteckigen Saal demonstrierte das Kloster sein Streben, den Stand der Reichsunmittelbarkeit zu erlangen.
Zugleich wird in den Deckenbildern die herausragende Rolle des Benediktinerordens in der Kirchengeschichte veranschaulicht. Das gesamte Konzept der Ausstattung des Festsaales unterliegt einer ausgeklügelten Zahlensymbolik. Die Zahlenreihe 2 – 4 – 8 – 16 – 32 durchdringt diese gesamte Gliederung, wobei die Zahl 4 bereits durch den rechteckigen Grundriss vorgegeben als Zeichen für „Welt“ dominiert. So stehen sich im Deckenbild „Kirche“ und „Welt“ gegenüber. Die Kirche ist symbolisiert durch 4 Stuckfiguren, die die Kardinaltugenden darstellen und je ein Attribut bei sich haben: Die Klugheit hat einen Spiegel, die Tapferkeit das Schwert, die Gerechtigkeit die Waage und die Mäßigkeit das Einhorn. Die Welt wird ebenfalls durch 4 Stuckfiguren symbolisiert, welche für die vier Kontinente Afrika, Europa, Asien und Amerika stehen; Australien und die Antarktis waren damals noch unbekannt. Acht vorgestellte Säulen und 16 Pilaster gliedern die Wandabwicklung und eine 32-zackige Windrose zentriert das Deckengemälde.
Der Kaisersaal, der auch Fürstensaal genannt wird, ist heute im Rahmen des Museums der Stadt Füssen zu besichtigen und dient als Kammermusiksaal für die „Fürstensaalkonzerte“, die seit 1951 alljährlich zwischen Juni und September veranstaltet werden.

### Bibliothek und Refektorium

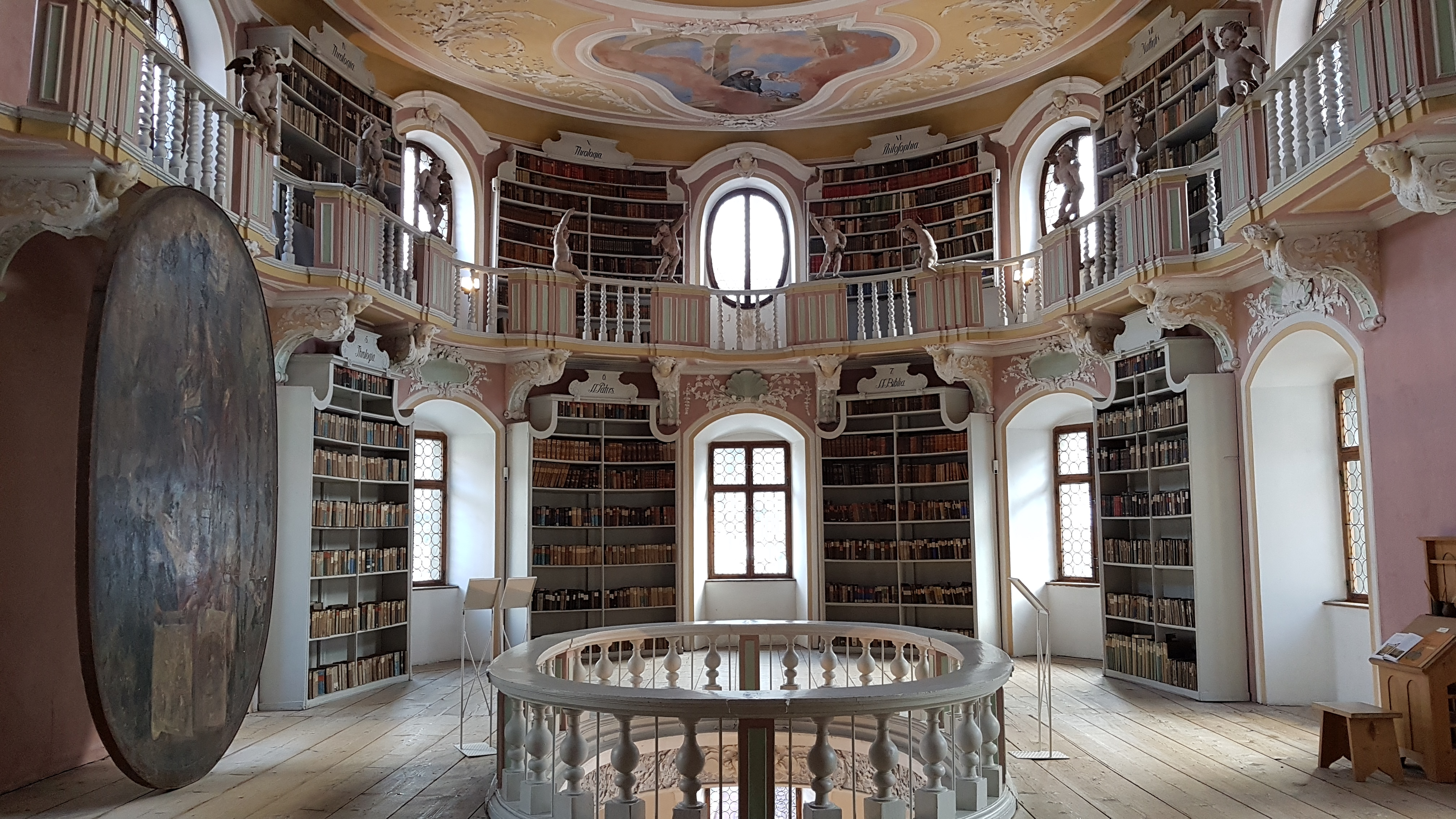
Bibliothek

- Architekt: Johann Jakob Herkomer (1652–1717)
- Freskant: Francesco Bernardini
- Bildhauer: Anton Sturm (1690–1757)
- Ölgemälde: Franz Anton Zeiller (1716–1794)
- Fertigstellung: 1719

Der Bibliotheksbau von St. Mang gilt als der originellste in Bayerisch-Schwaben.
Der außergewöhnliche Ovalbau der Bibliothek bildet den Mittelpunkt der Südfront der Barockanlage, der schlossähnlichen Schauseite des Klosters.
Der Innenraum überrascht sowohl wegen seiner hohen Überkuppelung als auch besonders aufgrund der großen ovalen Öffnung in der Mitte des Raumes, der eine Sicht hinunter ins Refektorium, den Speisesaal der Mönche, ermöglicht.
Diese architektonische Konzeption ist wohl als symbolisches Zeichen zu verstehen und versinnbildlicht die Einheit von Geist und Leib, von geistiger und körperlicher Nahrung.
Reisende berichteten, dass bei Festessen von oben aus der Bibliothek Musik erklang. Gegen Ende des 18. Jahrhunderts war sogar ein Musikautomat in der Bibliothek aufgestellt.
Im Winter konnte der Durchbruch wegen der großen Kälte mit einem Deckel, der aus einem Ölgemälde bestand, verschlossen werden. Das Gemälde schuf 1781 Franz Anton Zeiller und zeigt den Triumphwagen des Ordensgründers Benedikt, der von den vier Kontinenten gezogen wird.
Im Sommer bot sich den Mönchen vom Refektorium aus ein hoher Blick hinauf zum Kuppelfresko von Francesco Bernardini aus dem Jahr 1719, das vier Frauengestalten als Allegorien der Göttlichen Weisheit, Klugheit, Wahrheit und Erkenntnis zeigt. Die Putti von Bildhauer Anton Sturm auf der Bibliotheksgalerie stellen wie die weiteren Deckenfresken die verschiedenen artes liberales dar.
Aus der Hand von Anton Sturm stammt auch die Skulptur, den hl. Magnus darstellend, die auf dem Brunnen im Refektorium steht.
Der gesamte Bücherbestand wurde im Zuge der Säkularisation nach 1803 den neuen Herren, dem Fürstenhaus Oettingen-Wallerstein, in Kisten und Fässern verpackt auf Flößen zugestellt.
Heute befindet sich der Bibliotheksbestand des ehemaligen Klosters St. Mang als Teil der Oettingen-Wallersteinschen Bibliothek zum größten Teil in der Universitätsbibliothek Augsburg. Ein kleiner, wertvoller Teil von Handschriften kam als eine Schenkung ins Diözesanarchiv Augsburg.

## St.-Anna-Kapelle

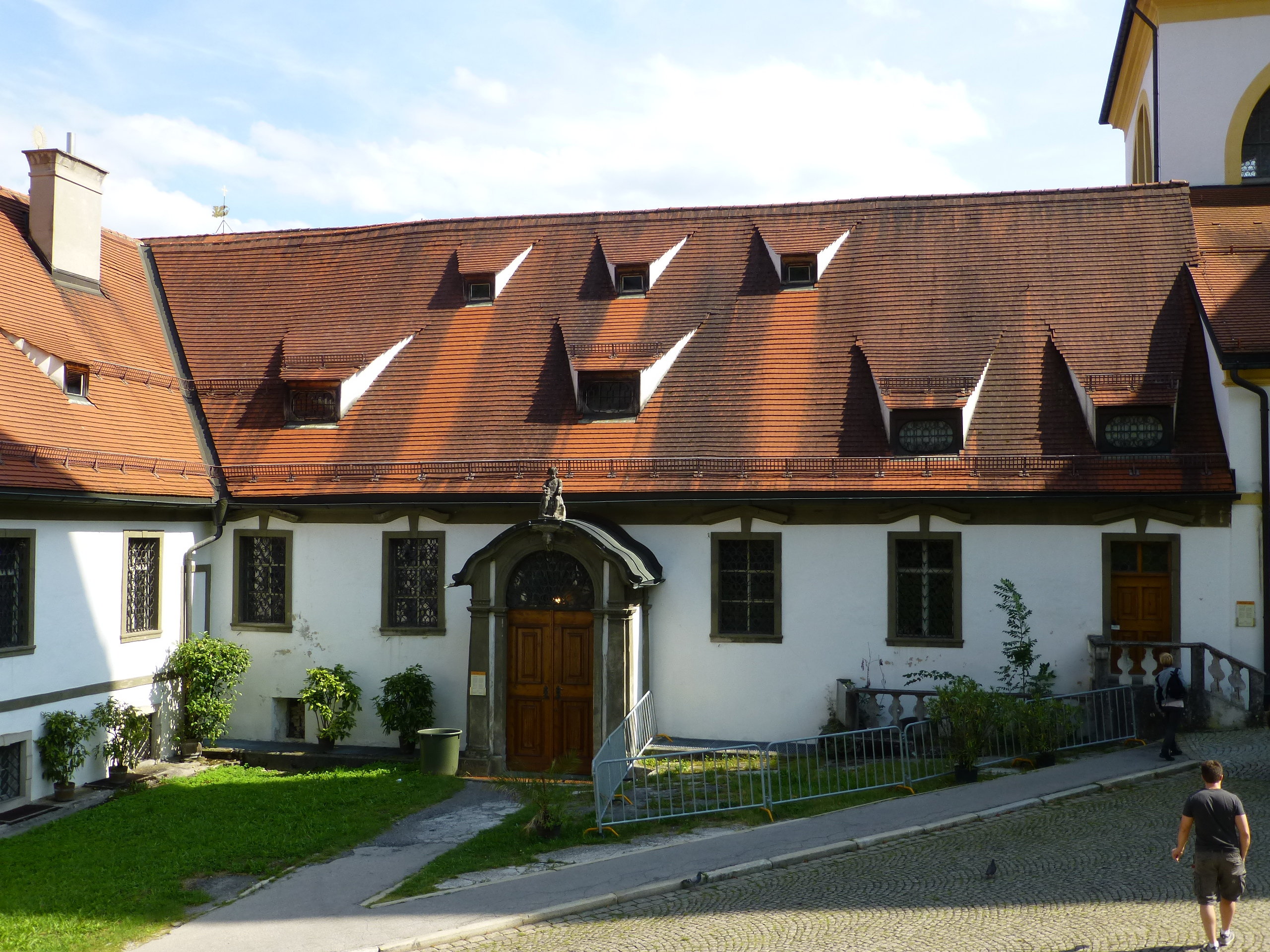
Annakapelle

Die ursprüngliche Kapelle wurde im 9. Jahrhundert als erste Klosterkirche der Abtei St. Mang errichtet und diente später vor allem den Rittern Freyberg-Eisenberg als Grablege. Heute ist sie ein Teil des Stadtmuseums im Klostergebäude und kann besichtigt werden.
1602 schuf Jakob Hiebeler im Auftrag des Abtes Matthias Schober für die St. Anna-Kapelle den berühmten monumentalen Füssener Totentanz, der zu den wichtigsten Darstellungen dieser Art im deutschen Sprachraum gehört. Unter dem Motto „Sagt Ja, Sagt Nein, Getanzt Muess Sein“ folgen auf zwanzig Einzelbildern (auf zehn Holztafeln) verschiedene gesellschaftliche Rollenmodelle der frühneuzeitlichen Gesellschaft dem Tod, angeführt von Papst und Kaiser. Berühmt ist die Darstellung der Hexe als einer von vier weiblichen Figuren. Neben zahlreichen Epitaphen und Totenschilden aus dem 16. und 17. Jahrhundert ist die spätgotische Skulptur der „Anna selbdritt“ zu bewundern.

## Kloster- und Pfarrkirche St. Mang

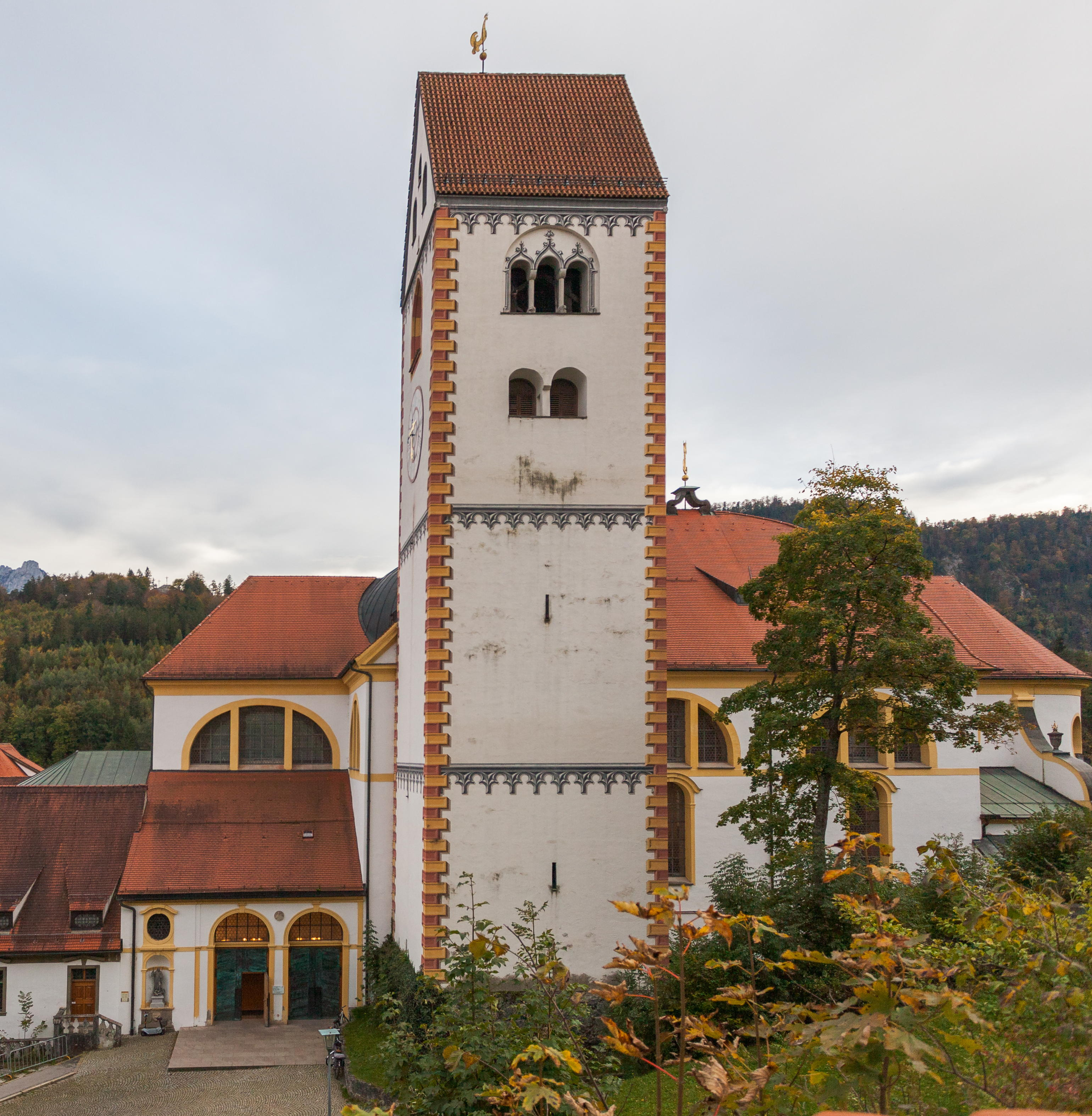
Nordansicht der Kirche

Die im 10. Jahrhundert zunächst als romanische Basilika erbaute Klosterkirche wurde im Zuge des Umbaus der Klosteranlage im 18. Jahrhundert in eine Barockkirche umgebaut. Sie war bereits seit Mitte des 17. Jahrhunderts auch Ort der Messe der Stadtpfarrei und wurde nach Auflösung des Klosters zur Stadtpfarrkirche.